# 荒木元清
荒木 元清（あらき もときよ）は、戦国時代から江戸時代初期にかけての武将、馬術家。

## 生涯
荒木村重の親戚の家系に生まれ、初めは村重の家臣として、花隈城主となっていた（18,000石を領したという）。
天正6年（1578年）10月に村重が突如、織田信長に対して反旗を翻した（有岡城の戦い）際、これに同調する。その後、劣勢となって有岡城、尼崎城（大物城）から逃れてきた村重・村次父子を花隈城に迎え入れたが、同8年（1580年）、花隈城に攻めてきた池田恒興らの攻勢に耐えきれず城は開城（花隈城の戦い）、脱出した元清は備後国鞆に逃れた。
大坪流の斎藤好玄（さいとう よしはる、斎藤安芸守）より弓術を伴わない馬術を学び、それを基にして、自身の苗字を冠した荒木流（荒木流馬術）を新たに創始したとされる。
天正10年（1582年）の本能寺の変で信長が没し、羽柴秀吉が台頭すると、秀吉に昔の罪を許されて家臣に迎えられる。文禄4年（1595年）、豊臣秀次事件に連座して追放され、流罪となったが、のちに赦された。
慶長3年（1598年）の秀吉の死後は京都に隠遁し、同15年5月23日に死去。享年75。
荒木流はその後、四男の元満（もとみつ、十左衛門）によって継承された。

## 系譜
- 父については荒木重元（しげもと）とも、荒木村正（むらまさ、美作守）[4]ともいわれており確定していない。美作守氏元[3]とするものもあるが、いずれの説をとっても系図上では荒木村重の従兄弟[5]に位置付けられている。
- 妻は田井源介長次（細川晴元の奉行人）の娘。荒木村重の妻・だしの母とは姉妹で、従ってだしは元清の（義理の）姪とされる。
- 長男の渡辺四郎（1559-1579[6]、渡辺勘大夫の婿養子）、次男の荒木新之丞（1561-1579）は、村重や元清が信長に謀反を起こした際、京都にて処刑された（有岡城の戦いを参照）[3]。
- 三男の石尾治一（石尾越後守、156?-1631）は、豊臣秀吉の命により改姓。黄母衣衆。秀吉・徳川家康に仕え、しばらく家系が続いている[4]。
- 四男は荒木元満（1565-1632）。諱は｢元治｣（もとはる）とするものもある[4]。元満は秀次事件の際、父と同様に流罪に処され、秀吉死後は黒田長政のもとに居候（寄食）していたが、大坂の陣に際して幕府に召され、徳川忠長に仕えた[3]。元満の子・荒木元政（もとまさ）も忠長に仕えたが、忠長が自害して亡くなると、松平直政のもとに一旦預けられた後、忠長の兄・徳川家光（江戸幕府第３代将軍）より許されて幕臣（旗本）となり、上総国武射郡に1,500石を賜った[3]。この元政の孫に荒木政羽がいる[3]。
- 五男の荒木平大夫（実名不詳）は内藤忠興に仕え、しばらく家系が続いている[4]。